# Gus Gus
Gus Gus er et elektronisk band fra Reykjavík på Island. Selvom de oprindeligt var et film- og skuespils-kollektiv, så er gruppen mest kendt for sin elektroniske musik. De har udgivet 10 studiealbums.

## Medlemmer
Medlemmerne af gruppen har inkluderet:
- Daniel Águst Haraldsson
- Emilíana Torrini Davíðsdóttir
- Magnús Jónsson (a.k.a. Blake)
- Hafdís Huld Þrastardóttir
- Urður Hákonardóttir (a.k.a. Earth)
- Högni Egilsson
- Birgir Þórarinsson (a.k.a. Biggi Veira or Biggo)
- Magnús Guðmundsson (a.k.a. Maggi Lego, Herb Legowitz, Hunk of a Man, Buckmaster De La Cruz, The Fox, Fuckmaster, or Herr Legowitz)
- Stephan Stephensen (a.k.a. President Bongo, Alfred More, or President Penis)
- Sigurður Kjartansson (a.k.a. Siggi Kinski)
- Stefán Árni Þorgeirsson
- Baldur Stefánsson
- Ragnheiður Axel
- Páll Garðarsson

## Diskografi
- Gus Gus (1995)
- Polydistortion (1997)
- This is normal (1999)
- Gus Gus vs T-World (2000)
- Attention (2002)
- Forever (2007)
- 24/7 (2009)
- Arabian Horse (2011)
- Mexico (2014)
- Lies Are More Flexible (2018)